# Wilna Ukrajina
„Wilna Ukrajina” (Wolna Ukraina) (ukr. Бронепотяг "Вільна Україна") – ukraiński pociąg pancerny podczas walk o niepodległość Ukrainy na pocz. XX wieku
Na pocz. 1919 r. w zdobytym przez wojska bolszewickie Kijowie został zbudowany pociąg pancerny „Kommunist Korostienskogo rajona”. Jego dowódcą został Łazar Tabukaszwili. Pociąg wszedł w skład Ukraińskiej Armii Czerwonej. W sierpniu tego roku pod Starokonstantynowem zdobyli go Ukraińcy z II Korpusu Ukraińskiej Armii Halickiej. Pociąg wspierał walki o Kijów. W późniejszym okresie przejęli go Biali Rosjanie gen. Antona I. Denikina.